# Lee So-eun
Lee So-eun (kor. 이소은; ur. 4 maja 1982) – południowokoreańska piosenkarka i prawniczka.
Zadebiutowała w 1998 pierwszym albumem pt. Girl. Wykonała również takie utwory jak Kitchen oraz Good Bye.